# Moxico (province)
La province de Moxico est une des plus grandes provinces de l'Angola en superficie. Sa capitale est la ville de Luena.
Le chef de l'UNITA, Jonas Savimbi est originaire de cette province qui lui a servi de base arrière durant la guerre civile angolaise et fut son dernier bastion. Il est enterré dans la ville de Luena.

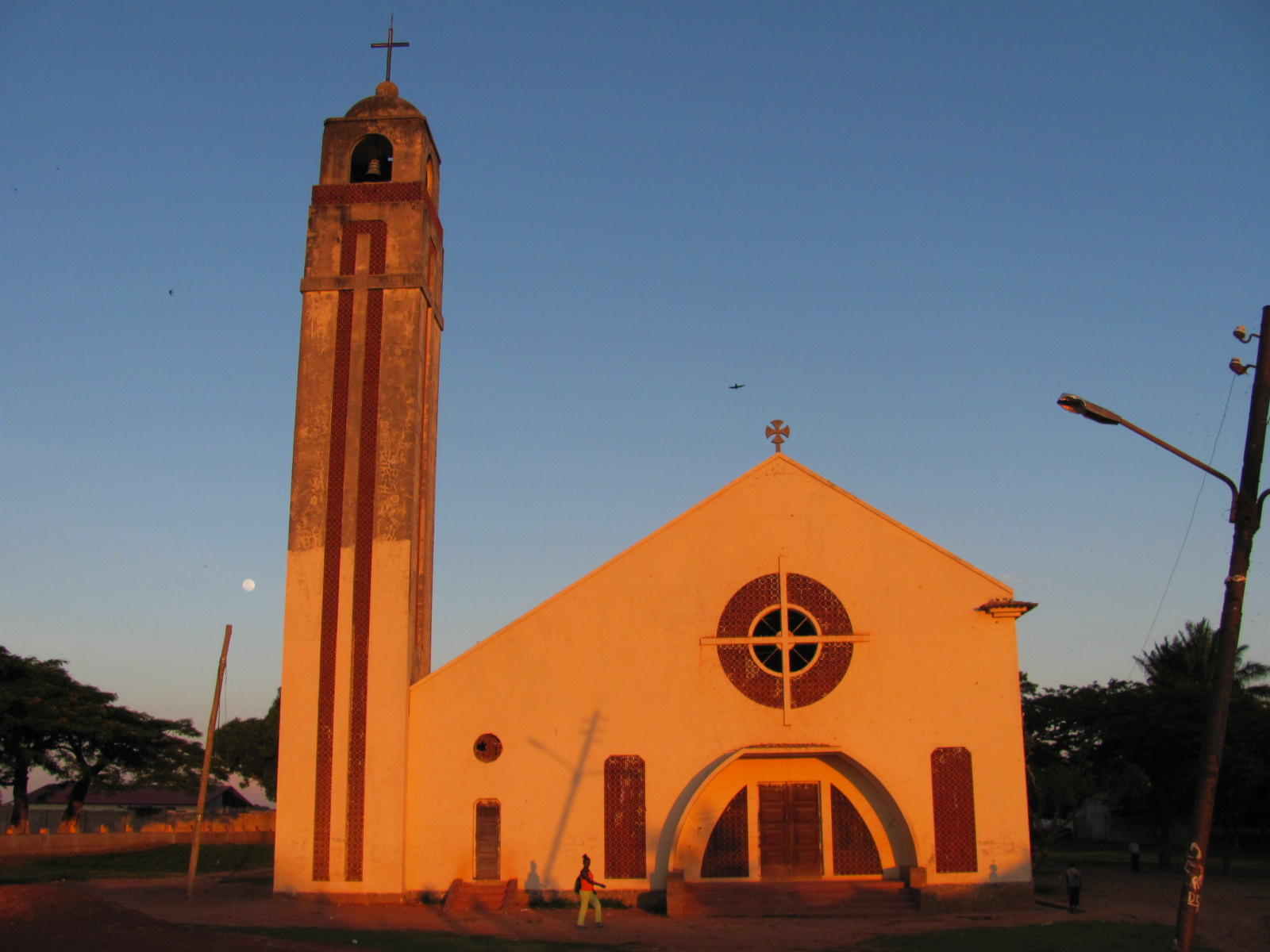
Église de Luena, province de Moxico

Sa population était de 854 258 habitants en 2018 sur une surface de 223 023 km2 ; avant août 2024, la province comprenait également la partie orientale qui est aujourd'hui la province de Moxico-Leste.

## Municipalités
La province de Moxico est divisée en neuf municipalités :
- Alto Zambeze
- Bundas (Lumbala-N'guimbo)
- Camanongue
- Cameia (Lumeje)
- Léua
- Luau
- Luacano
- Luchazes
- Luena (Moxico)